# 5000 IAU
Az 5000 IAU (ideiglenes jelöléssel 1987 QN7) a Naprendszer kisbolygóövében található aszteroida. Eleanor F. Helin fedezte fel 1987. augusztus 23-án.